# Xã Belpre, Quận Washington, Ohio
Xã Belpre (tiếng Anh: Belpre Township) là một xã thuộc quận Washington, tiểu bang Ohio, Hoa Kỳ. Năm 2010, dân số của xã này là 3.869 người.